# Traité de Fort Laramie (1868)
Ne doit pas être confondu avec Traité de Fort Laramie (1851).

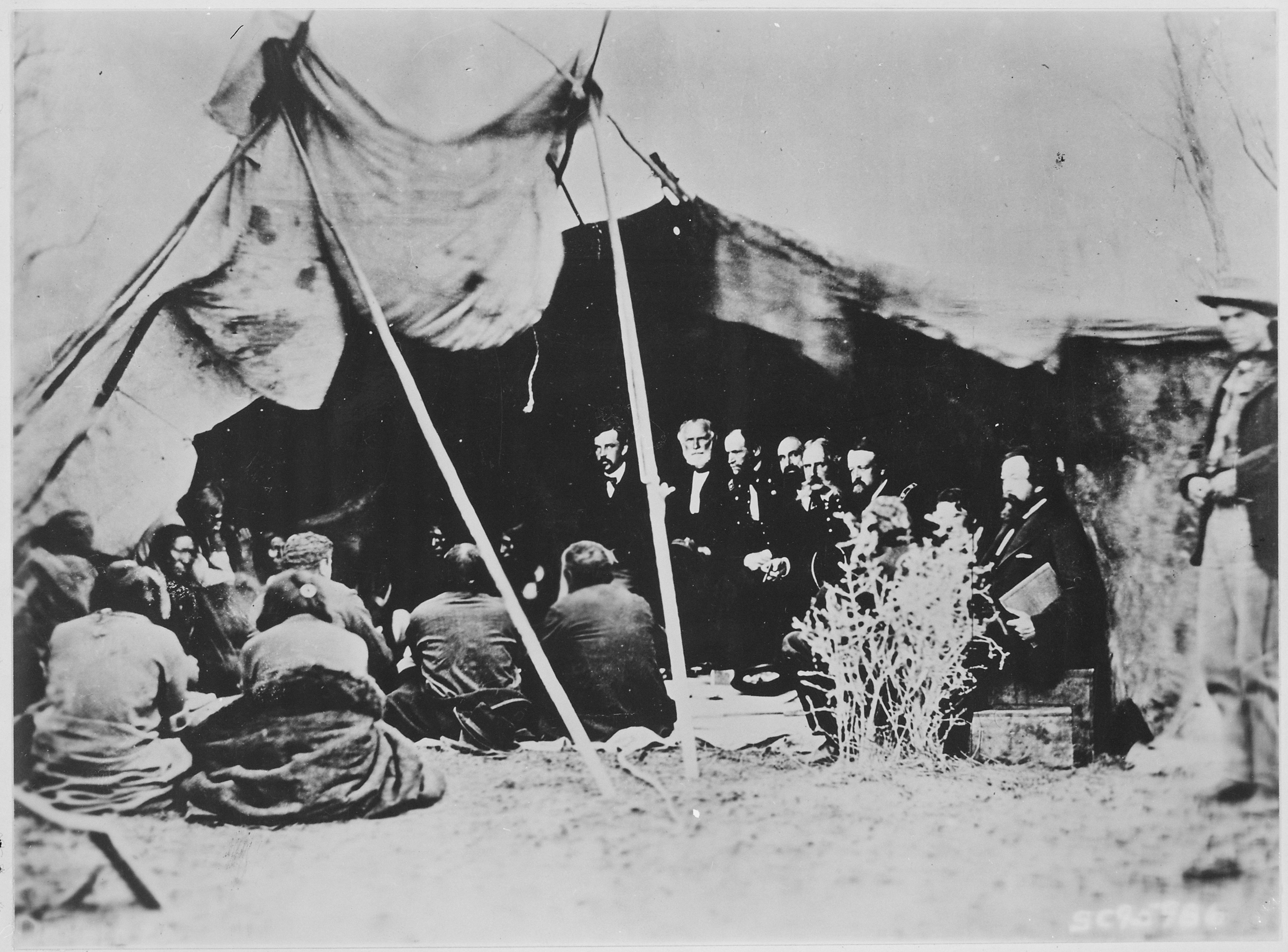
Traité signé par William T. Sherman et les Sioux à Fort Laramie dans le Wyoming. Photo par Alexander Gardner (1868).

Le traité de Fort Laramie était un accord entre les États-Unis et le peuple Indien Lakota  qui fut signé le 6 novembre 1868 à Fort Laramie dans le Wyoming. Ce traité garantissait la possession par les Indiens de la région des Black Hills à cheval sur le Dakota du Sud, le Wyoming et le Montana.
Le traité prévoyait la protection (dans la réserve) de la population amérindienne et de sa culture mais prévoyait également différentes formations permettant aux Amérindiens de développer leur agriculture. Des violations permanentes du traité par des Blancs occasionnées par la découverte d'or dans la région conduisit à la guerre des Black Hills. Les États-Unis en profitèrent pour saisir les terres en 1877 en violation du traité. Environ 90 millions d'acres furent pris et vendus à des blancs.
Cent ans plus tard, la nation Sioux, dont font partie les Lakotas, remporta une victoire devant la Cour suprême américaine. Le 30 juin 1980, celle-ci refusa quand même de rendre les terres aux Natives, mais condamna en effet le gouvernement à payer un dédommagement d'un montant de 105 millions de dollars (intérêts compris). 
Les indiens refusèrent et exigèrent la restitution de leurs terres à la place, sans succès. A ce jour le montant du dédommagement est de 600 millions de dollars qui restent en suspens.
Un premier traité avait été signé dix-sept ans auparavant, beaucoup plus restrictif en termes d'arrivée de Blancs, mais il avait été remis en cause par la ruée vers l'or de Pikes Peak de 1859, ce qui déclencha la signature en 1861 du traité de Fort Wise, contesté par la plupart des Amérindiens.

## Contexte

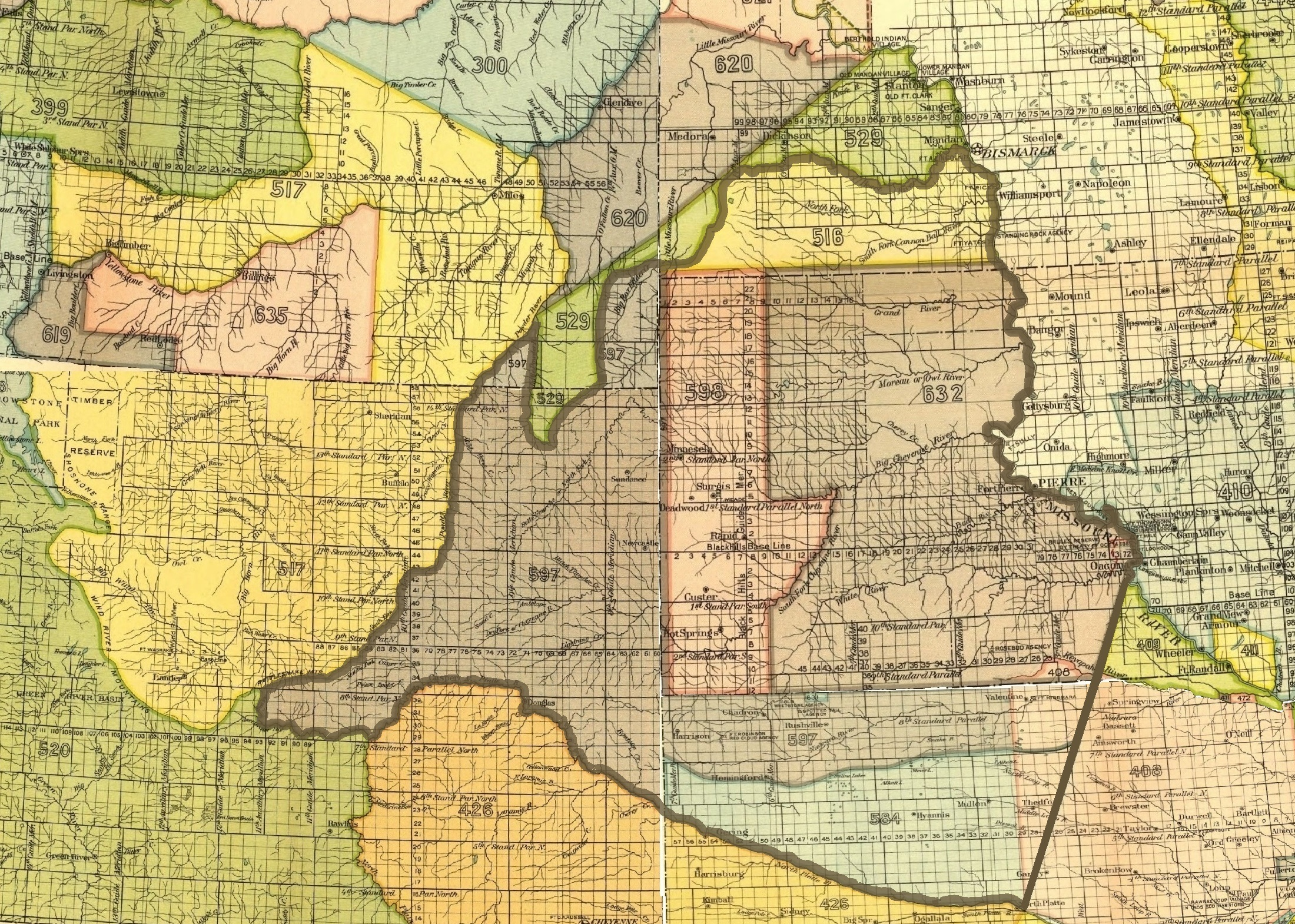
Partie des territoires concernés par le premier traité de Fort Laramie de 1851. Plus tard et à des moments différents, chaque tribu conclura de nouveaux traités avec les États-Unis. Le résultat sera un patchwork souvent changeant de parties plus grandes et plus petites des attributions initiales, de réserves nouvellement établies et d'anciennes terres tribales devenues parties du territoire des États-Unis. Le contour en gras délimite le territoire attribué aux Sioux par le traité de 1851.

Le premier traité de Fort Laramie, signé en 1851, a tenté de résoudre les différends entre les tribus et le gouvernement des États-Unis, ainsi qu'entre les tribus elles-mêmes, dans les régions actuelles du Montana, du Wyoming, du Nebraska, et dans les Dakotas du Nord et du Sud. Il stipulait que les tribus feraient la paix entre elles, autoriseraient certains accès extérieurs à leurs terres (pour des activités telles que les voyages, l'arpentage et la construction de certains avant-postes et routes gouvernementaux), et que les tribus seraient responsables des torts commis par leur peuple. En retour, le gouvernement américain devait offrir une protection aux tribus, et leur payer une annuité de 50 000 $ par an,.
Aucune terre couverte par le traité n'était revendiquée par les États-Unis au moment de la signature. Les cinq « territoires respectifs » des tribus participantes — Sioux, Arapahos et Cheyennes, Crows, Assiniboines, Arikaras, Hidatsas et Mandans — ont été définis. Au nord des Sioux, les Arikaras, Hidatsas et Mandans détenaient un territoire commun. Le territoire des Crows s'étendait à l'ouest à partir de celui des Sioux, leurs ennemis traditionnels:103, 105, 134-136. La rivière Powder séparait les deux territoires.
Lorsque le Sénat a réduit les annuités à 10 ans contre 50 à l'origine, toutes les tribus à l'exception des Crows ont accepté la réduction. Néanmoins, le traité a été reconnu comme étant en vigueur.
Le traité de 1851 comportait un certain nombre de lacunes qui ont contribué à la détérioration des relations et à la violence qui a suivi au cours des années suivantes. D'un point de vue inter-tribal, l'absence de dispositions d'exécution protégeant les frontières de 1851 s'est avérée un inconvénient pour les Crows et les Arikaras, Hidatsas et Mandans. Le gouvernement fédéral n'a jamais respecté son obligation de protéger les ressources tribales et les terrains de chasse, et n'a effectué qu'un seul paiement pour les annuités,,.
Bien que le gouvernement fédéral fonctionnait via la démocratie représentative, les tribus l'ont fait par consensus, et bien que des chefs locaux aient signé le traité en tant que représentants, ils avaient un pouvoir limité pour contrôler les autres qui n'avaient eux-mêmes pas consenti aux termes du traité. La découverte d'or dans l'Ouest, et la construction de la ligne ferrée de l'Union Pacific, a conduit à une augmentation substantielle des déplacements dans la région, en grande partie en dehors du territoire des Sioux de 1851. Cela a conduit a de plus en plus d'affrontements entre les tribus, les colons et le gouvernement américain, et finalement à une guerre ouverte entre les Sioux (et les réfugiés cheyennes et arapahos après le massacre de Sand Creek au Colorado en 1864):168–70 et les blancs en 1866,,.

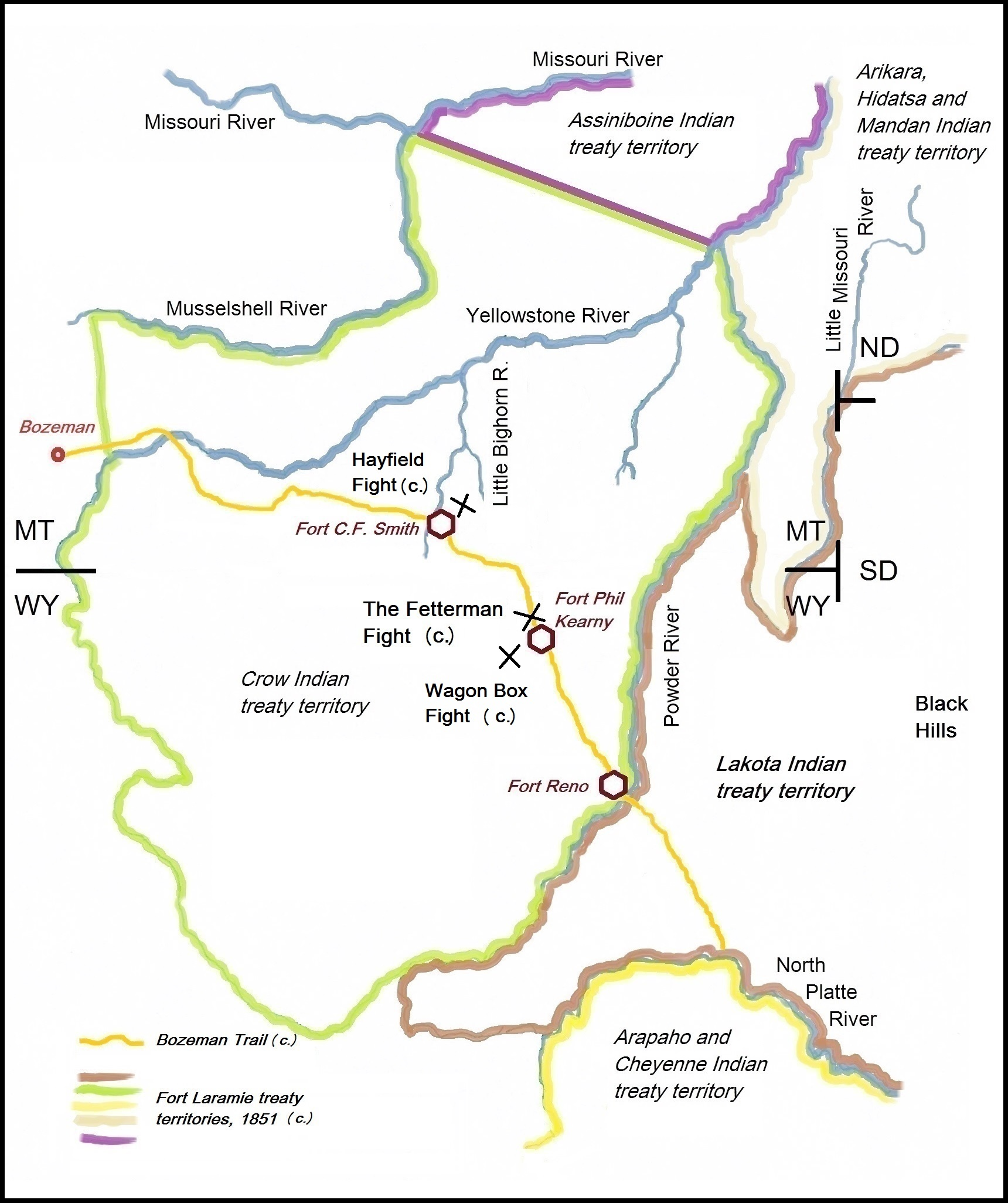
Carte montrant les principales batailles de la guerre de Red Cloud, ainsi que les principales frontières du traité de 1851. Pendant la guerre de Red Cloud, les Sioux ont défait l'Armée des États-Unis dans les mêmes plaines où ils avaient auparavant vaincu les Crows. En 1868, les États-Unis et les Sioux ont entamé des négociations concernant la partie occidentale du bassin de la rivière Powder, bien qu'aucun des deux ne détienne de droits sur ces terres.

Aucune des autres tribus signataires du traité de 1851 n'a engagé de bataille avec les soldats américains,,,:xi, et la plupart se sont alliées à l'armée,,,:129. Avec la paix intertribale de 1851 bientôt rompue:572-3:226, 228,,:119, 125-140, 178, les Arikaras, Hidatsas et Mandans ont appelé à un soutien militaire de l'Armée américaine contre les raids des Sioux en 1855. À l'été 1862, les trois tribus avaient abandonné tous leurs villages permanents de huttes de terre situés dans le territoire qui leur était attribué par le traité au sud du Missouri, qui était désormais sous contrôle sioux, et vivaient ensemble à Like-a-Fishhook Village (en), au nord de la rivière,:408.